# Noachis (cuadrángulo)

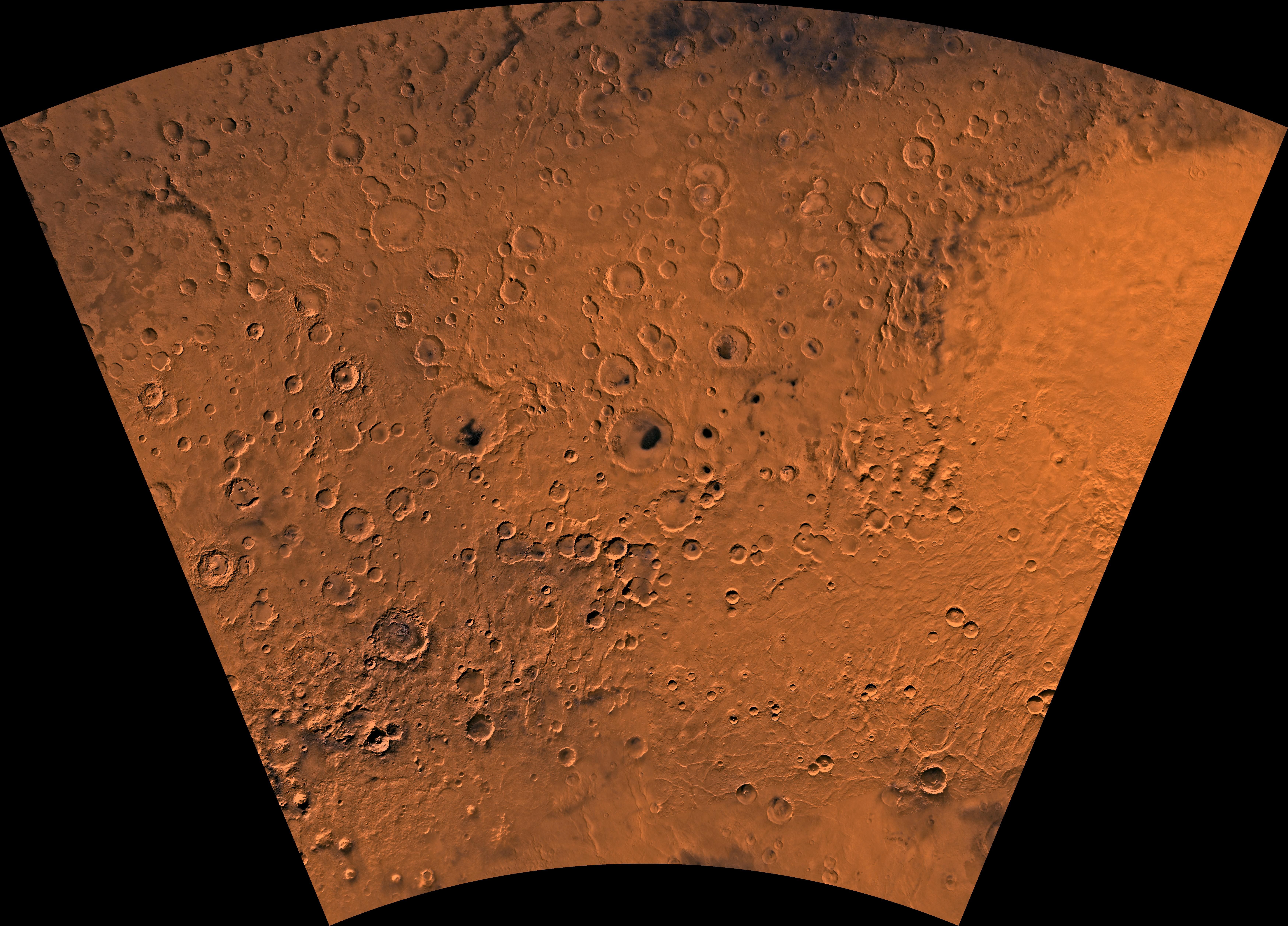
Imagen del Cuadrángulo de Noachis (MC-27). El noreste incluye la mitad occidental de la cuenca de Hellas. La región sureste contiene Peneus Patera y parte del volcán Amphitrites.

El cuadrángulo de Noachis es uno de una serie de 30 mapas cuadrangulares de Marte utilizados por el Programa de Investigación de Astrogeología del Servicio Geológico de los Estados Unidos (USGS). Al cuadrilátero también se conoce como MC-27 (Mars Chart-27).
El cuadrilátero de Noachis cubre el área de 300° a 360° de longitud oeste y de 30° a 65° de latitud sur en Marte. Se encuentra entre las dos cuencas de impacto gigantes de Marte: Argyre y Hellas. El cuadrángulo de Noachis incluye Noachis Terra y la parte occidental de Hellas Planitia.
Noachis está tan densamente cubierto de cráteres de impacto que se considera uno de los accidentes geográficos más antiguos de Marte, de ahí el término "Noeico" para uno de los períodos de tiempo más antiguos en la historia marciana. Además, muchos cráteres previamente enterrados ahora están saliendo a la superficie, donde la edad extrema de Noachis ha permitido que los cráteres antiguos se llenen y una vez más queden expuestos.
Gran parte de la superficie del cuadrilátero de Noachis muestra una topografía festoneada donde la desaparición del hielo del suelo ha dejado depresiones.
La primera pieza de tecnología humana que aterrizó en Marte aterrizó (se estrelló) en el cuadrilátero de Noachis. El Mars 2 de la Unión Soviética se estrelló a 44,2°S 313,2°W. Pesaba alrededor de una tonelada. La nave automatizada intentó aterrizar en medio de una tormenta de polvo gigante. Para empeorar aún más las condiciones, esta área también tiene muchos remolinos de polvo.